# جذبش (تابش الکترومغناطیس)

نمودار ناهمواری میزان عبور جوی (یا کِدِریت) زمین به طول‌موج‌های مختلف تابش الکترومغناطیسی، از جمله نور مرئی که توسط جو زمین جذب می‌شود

در فیزیک، جذبش یا جذب به این صورت است که چگونه ماده توسط ماده (معمولاً الکترونهای یک اتم) انرژی فوتون را می‌گیرد و بدین شکل انرژی الکترومغناطیسی به دیگر شکل‌های انرژی مانند گرما تبدیل می‌شود. جذب نور در زمان انتشار موج را تضعیف می‌گویند. معمولاً جذب امواج به شدت آن‌ها بستگی ندارد (جذب خطی)، با این وجود در شرایط ویژه، محیط انتقال ممکن است شفافیت خود را بر اساس شدت موجی که از آن می‌گذرد تغییر دهد و جذب اشباع‌پذیر (جذب غیرخطی) رخ دهد.